# Formació d'Anacleto
La formació d'Anacleto és una formació geològica amb afloraments a les províncies de la Patagònia argentina de Mendoza, Río Negro i Neuquén. És la formació més recent dins el Grup de Neuquén i pertany al subgrup de Río Colorado.
La localitat tipus d'aquesta formació es troba a 40 quilòmetres a l'oest de la ciutat de Neuquén. A la seva base, la formació d'Anacleto se superposa còmodament a la Formació Bajo de la Carpa, també del subgrup de Río Colorado, i al seu torn, la formació Allen, del grup més recent de Malargüe, s'hi superposa en discordança.

## Antiguitat
Era: Mesozoica

Període: Cretaci superior

Estatge faunístic: Campanià Inferior

Edat absoluta: entre ~83 i ~78 milions d'anys

## Composició
La formació d'Anacleto varia en gruixos, entre 60 i 90 metres, i consisteix principalment d'argiles i llims, de color lila i grana, d'origen fluvial. Se solen trobar geodes escampats per aquesta formació.

## Paleontologia
Molts fòssils, especialment de dinosaures, han estat descrits a partir de la formació d'Anacleto, incloent-hi:
- llangardaixos
- teròpodes abelisàurids (incloent-hi Abelisaurus i Aucasaurus)
- altres teròpodes
- diversos sauròpodes titanosàurids (incloent-hi Antarctosaurus i Pellegrinisaurus)
- un ornitòpode (Gasparinisaura)
- mamífers
- un sauròpode (Chadititan)

S'han descobert en gran quantitat nius de dinosaures, amb ou amb els embrions preservats a dins, a la famosa localitat d'Auca Mahuevo, i han estat atribuïts a titanosaures. Les petges d'au més antigues conegudes a Sud-amèrica també foren descobertes a la formació d'Anacleto.